# M. M. Roberts Stadium
 (mars 2025).
Si vous disposez d'ouvrages ou d'articles de référence ou si vous connaissez des sites web de qualité traitant du thème abordé ici, merci de compléter l'article en donnant les références utiles à sa vérifiabilité et en les liant à la section « Notes et références ».
Le M. M. Roberts Stadium est un stade de football américain situé à Hattiesburg dans le Mississippi.